# Bezjak
Bezjak je 81. najbolj pogost priimek v Sloveniji, ki ga je po podatkih Statističnega urada Republike Slovenije na dan 31. decembra 2007 uporabljalo 1.469 oseb.

## Znani nosilci priimka
- Aleš Bezjak, rokometaš
- Ana Bezjak, pevka
- Barbara Bezjak, plavalka
- Bojan Bezjak, rogist
- Franc Bezjak (1814–1887), duhovnik, nabožni pisec
- France Bezjak (1909–1990), matematik, visokošolski prof.
- Janko Bezjak (1862–1935), šolnik, jezikoslovec in pisec učbenikov
- Jožica Bezjak (ddr.) predsednica Združenja pedagogov tehnične ustvarjalnosti Slovenije
- Julka Bezjak, igralka
- Marjan Bezjak (*1960), politik, gospodarstvenik?
- Marko Bezjak (*1986), rokometaš
- Mirko Bezjak, igralec
- Nejc Bezjak, gradbenik, hidrotehnik
- Primož Bezjak (*1977), igralec, plesalec, koreograf
- Rado Bezjak, pevec (Dekameroni)
- Roman Bezjak (*1962), fotograf, umetnik, predavatelj v Nemčiji
- Roman Bezjak (*1989), nogometaš
- Saša Bezjak (*1971), likovna pedagoginja, slikarka, kiparka
- Silva Bezjak (1928–1991), logopedinja (defektologinja)
- Sonja Bezjak, sociologinja, muzealka?
- Tomaž Bezjak, oblikovalec luči v gledališču
- Vlado Bezjak, amaterski igralec, komedijant leta